# Велика синя діра
17°18′56″ пн. ш. 87°32′04″ зх. д. / 17.31556° пн. ш. 87.53444° зх. д.
Вели́ка си́ня діра, Велика блакитна печера (англ. Great Blue Hole) — велика підводна печера у Карибському морі, біля узбережжя Белізу. 

## Географія
Печера розташована в окрузі Беліз, в Белізькому бар'єрному рифі, біля центральної частини рифу Лайтгаус, невеликого атола за 100 км від материка і міста Беліз. Печера має круглу форму, понад 330 м в діаметрі і 140 м завглибшки. Вона сформувалася як вапнякова печера протягом останнього льодовикового періоду, коли рівень моря був набагато нижчим. Після підняття рівня моря і затоплення печери океаном (або дещо раніше), її склепіння обвалилося, формуючи вертикальну печеру, схожу за будовою із сухопутними сенотами.
Печера стала знаменитою завдяки Жаку-Іву Кусто, який оголосив її одним з десяти найкращих місць для підводного плавання у світі. У 1971 році він провів дослідження цієї печери і наніс на карту її глибину.

## Нотатки
1. ↑  Риф Лайтгаус (укр. Маяковий риф) — невеликий атол у Карибському морі, крайня східна частина Белізького Бар'єрного рифу та один із трьох його атолів.